# Топрак, Эмер
Эмер Топрак (нем. и тур. Ömer Toprak; родился 21 июля 1989 в Равенсбурге, ФРГ) — турецкий и немецкий бывший  футболист, защитник. Выступал за сборную Турции.

## Карьера

### Клубная
Топрак начал свою карьеру в клубе «Равенсбург» и был подписан «Фрайбургом» летом 2005 года. Он сыграл свой первый матч в главной команде в июле 2007 года. В сезоне 2011/12 Эмер Топрак присоединился к «Байеру 04» из Леверкузена, заключив с клубом пятилетний контракт. В январе 2014 года он досрочно продлил контракт с «Байером» до конца июня 2018 года.
5 февраля 2017 года стало известно, что Топрак станет игроком «Боруссии» Дортмунд. В августе 2019 года Топрак на правах аренды перешел в «Вердер».
Топрак объявил о завершении своей карьеры в возрасте 35 лет 14 ноября 2024 года.

### В сборной
Выступал в составе юношеской сборной на победном для Германии чемпионате Европы 2008 года среди футболистов не старше 19 лет. Участвовал в трех матчах, по ходу турнира забив один гол. Однако он предпочёл выступать за команду исторической родины: 30 сентября 2011 года Эмер был вызван в национальную сборную Турции в состав Гуса Хиддинка на предстоящие матчи отборочного турнира к Евро-2012 против сборной Германии и сбороной Азербайджана. 15 ноября 2011 года дебютировал в сборной во втором стыковом матче к отбору на Евро-2012 против Хорватии.

### Международные голы
| #  | Дата                 | Место              | Соперник | Счёт | Результат | Соревнование      |
| -- | -------------------- | ------------------ | -------- | ---- | --------- | ----------------- |
| 1. | 29 февраля 2012 года | Бурса, Турция      | Словакия | 1-2  | 1-2       | Товарищеский матч |
| 2. | 29 мая 2012 года     | Зальцбург, Австрия | Болгария | 1-0  | 2-0       | Товарищеский матч |

## Личная жизнь
Топрак является сыном турецких иммигрантов из области Сивас. Он родился и вырос в Равенсбурге в Баден-Вюртемберге. У него есть одна старшая сестра и два старших брата, один из которых, Харун, также является профессиональным футболистом и играет в турецком клубе Сивасспор.

## Достижения

### Клубные
«Фрайбург»
- Победитель Второй бундеслиги : 2008/09

«Боруссия Дортмунд»
- Обладатель Суперкубка Германии по футболу : 2019

### Национальные
Сборная Германии (до 19 лет)
- Победитель Чемпионата Европы по футболу U19 : 2008